# Mary Skrenes
Mary Skrenes ( /skriːnz/) es una escritora de cómics y guionista estadounidense.

## Carrera
Es posible que sea más conocida como cocreadora (junto con Steve Gerber) de Omega the Unknown para Marvel Comics, aunque trabajó en otros personajes de Marvel como los Defensores y los Guardianes de la Galaxia. Fue la creadora e inspiración de Beverly Switzler, la compañera de Howard el Pato. Para Omega the Unknown, Skrenes creó a los personajes secundarios Amber Grant y Dian Wilkins. Publicó varias historias de terror para DC bajo el nombre de Virgil North y comenzó una larga colaboración con Steve Skeates. Según Skeates, varias de sus historias de misterio fueron en realidad coescritas con Skrenes, pero ella insistió en enviarlas solo bajo el nombre de Skeates debido a la mala sangre entre ella y el editor Joe Orlando.
Skrenes consiguió su primer trabajo profesional para DC Comics a principios de la década de 1970, escribiendo historias de terror y romance bajo la supervisión del editor Dick Giordano.
Skrenes también escribió varios episodios de Jem and the Holograms, G.I. Joe y Transformers en la década de 1980. En 2004, se reunió con Gerber para escribir el cómic de corta duración Hard Time. Por razones contractuales, solo apareció en los créditos de la segunda temporada; sin embargo, el primer número indicaba que había estado involucrada en la serie desde el principio.

## Vida personal
El colaborador Steve Gerber una vez describió a Skrenes en su blog como "una persona tan reservada que cuando regrese a la ciudad probablemente me castigará por haber revelado que es una persona tan reservada".

### Cómics

#### DC Comics
- The Dark Mansion of Forbidden Love #2 (1971)
- House of Secrets #92, 120 (1971,1974)
- House of Mystery vol. 1 #204 (1972)
- Plop! #4, 9, 16 (1974–1975)
- Detective Comics #449 (1975)
- The Unexpected #201 (1980)
- Hard Time vol. 1 #1–12 (2004–2005), vol. 2 #1–7 (2005–2006)

#### Marvel
- The Deadly Hands of Kung Fu #5, 13 (1974–1975)
- The Defenders vol. 1 #36 (1976)
- Omega the Unknown #1–6,9–10 (1976–1977)
- Howard the Duck Anual 1 (1977), n.° 28 (1978)

#### Star*Reach
- Star Reach #4–5 (1976)
- Quack #2 (1977)

## Créditos de televisión
- G.I. Joe: A Real American Hero (1985-1986)
- The Transformers (1986)
- Jem and the Holograms (1986–1987)